# 70 d'Aquari
70 d'Aquari (70 Aquarii) és una estrella de la Constel·lació d'Aquari de magnitud aparent 6,19. Es tracta d'una estrella blanca de seqüència principal; posseeix una magnitud absoluta de 0,87 i la seva velocitat radial negativa indica que l'estrella s'acosta al sistema solar.
Es tracta d'una estrella situada a l'hemisferi celeste austral, molt a prop de l'equador celeste; el que comporta que pugui ser observada des de totes les regions habitades de la Terra, exceptuant el cercle polar àrtic. A l'hemisferi sud sembla circumpolar només en les àrees més internes de l'antàrtida, sent de magnitud 6,2 no és observable a ull nu, encara que es pot observar amb binoculars petits en condicions adequades de foscor del cel. El millor període per a la seva observació és entre els mesos d'agost i desembre. El període de visibilitat és pràcticament el mateix en els dos hemisferis degut a la seva posició propera a l'equador celeste.